# Deparia stenoptera
Deparia stenoptera är en majbräkenväxtart som först beskrevs av Christ, och fick sitt nu gällande namn av Z.R.Wang. Deparia stenoptera ingår i släktet Deparia och familjen Athyriaceae. Inga underarter finns listade.